# クリス・シムズ
クリス・シムズ（Christopher David "Chris" Simms 1980年8月29日 - ）は、ニュージャージー州リッジウッド出身のアメリカンフットボール選手。現役時代のポジションはクォーターバックでサウスポー。父親はニューヨーク・ジャイアンツで第21回スーパーボウルMVPとなり現在解説者のフィル・シムズ。弟のマット・シムズもクォーターバックで、2012年ニューヨーク・ジェッツとドラフト外で契約を結んだ。

## 経歴

### プロ入りまで
ニュージャージー州の高校に進学した彼はアメリカンフットボールとバスケットボールを行った。アメリカンフットボールで彼はニュージャージー州の最優秀選手に2度選ばれ、3年次の1998年、USAトゥデイより最優秀攻撃選手に選ばれた。
当初テネシー大学へ進学することがほぼ内定していたがテキサス大学オースティン校に進学、1年次の1999年は1試合に先発、2年次の2000年には5試合及びホリデーボウルに先発、3年次の2001年よりエースQBとなり11試合に先発した。4年次の2002年には13試合に先発出場しデイブ・オブライエン賞のセミファイナリスト、ビッグ12カンファレンスサードチームに選ばれた。
4年間でパス7,097ヤード、58タッチダウンをあげて26勝5敗の成績を残したがビッグ12カンファレンスのライバル校であるオクラホマ大学戦に2年連続敗れたりネブラスカ大学とのカンファレンス優勝決定戦で3インターセプトを喫するなど、重要なゲームでは勝てない、精神面がもろいというレッテルが貼られた。

### NFL
2003年のNFLドラフト3巡目でタンパベイ・バッカニアーズよりドラフト3巡目で指名されて入団、この年のアメリカンボウルで来日している。1年目はブラッド・ジョンソン、ショーン・キングに次ぐ第3QBであり出場機会は与えられなかった。2年目の2004年もジョンソンとブライアン・グリーシーに次ぐ第3QBでスタートしたがプレシーズンゲームで不満足な成績に終わったグリーシーに代わって第2QBに昇格した。9月19日のシアトル・シーホークス戦で不調のジョンソンに代わって第2Q途中から出場した彼はパス32本中21本成功175ヤードを獲得、1インターセプトの成績であった。開幕戦から4連敗となった10月10日のニューオーリンズ・セインツ戦で初先発したが開始早々肩を痛めてパス8本中5本成功、75ヤードにとどまり、その後3週間欠場した。この間先発QBはグリーシーが務め3連勝、怪我から復帰したシムズはグリーシーに次ぐ第2QBとなったもののシーズン最終戦のアリゾナ・カージナルス戦まで先発出場は果たせず、その試合で224ヤードを獲得、1タッチダウン、2インターセプトであった。
2005年シーズンはグリーシーに次ぐ第2QBとしてシーズンを迎え、10月16日のマイアミ・ドルフィンズ戦終盤、ザック・トーマスのヒットで足を骨折した後、出番が与えられた。これまでオープンとなったレシーバーを見逃したり、相手ディフェンスのカバレッジの読みが悪く低調なパフォーマンスしか見せることのできていなかった彼は翌週のサンフランシスコ・フォーティナイナーズ戦、カロライナ・パンサーズ戦でまずまずの成績をあげた。ワシントン・レッドスキンズ戦では3本のタッチダウンパスを決めて36-35と勝利、同地区のライバル、アトランタ・ファルコンズから2勝をあげロードでのカロライナ・パンサーズ戦でも勝利した。シーズン後半は前年の第39回スーパーボウルチャンピオン、ニューイングランド・ペイトリオッツ、守備1位のシカゴ・ベアーズには敗れたもののこの両チームから11サックされたもののインターセプトはゼロであった。この年彼はチームを2002年以来3年ぶりにプレーオフに導きワシントン・レッドスキンズに10-17で敗れたものの翌2006年には更なる飛躍が期待された。
2006年、開幕から2試合、ボルチモア・レイブンズ、アトランタ・ファルコンズを相手にパス82本中45本を成功446ヤードを獲得したが0タッチダウン、6インターセプトに終わった。彼の不調によりチームは開幕2試合で3得点しかあげられなかった。9月24日に行われた第3週カロライナ・パンサーズ戦の第2Qに彼はハードヒットを受けて倒れた。その後ゲームに復帰し0-17とリードされた試合を21-20と一時は逆転させたが試合終了間際に相手FGが決まり24-26で敗れた。試合終了後の検査の結果、脾臓摘出術を受けてシーズン絶望となった。シーズン開幕前に1年210万ドルで契約していた彼は2007年にはフリーエージェントとなる予定であったが2006年12月に2年の延長契約を行った。翌2007年のミニキャンプの結果、ジェフ・ガルシアがエースQBとなり彼は控えQBとなることになった。1試合も出場しないまま10月9日、故障者リスト入りしてシーズンを終えた。
2008年のミニキャンプで彼は第5QBという扱いになりプレータイムは制限されたものとなり彼はジョン・グルーデンヘッドコーチに対する不満をもらした。8月30日、彼はバッカニアーズから解雇されボルチモア・レイブンズのワークアウトに参加したが契約は結べなかった。9月9日、ヴィンス・ヤングが故障したテネシー・タイタンズと契約を結び、10月3日にパンターのジョシュ・ミラーと契約するためいったんチームから放出されたが10月6日に再契約を果たした。
シーズンオフにフリーエージェントとなった彼は2009年3月4日デンバー・ブロンコスとサインボーナス150万ドルを含む2年で600万ドル契約を結びカイル・オートンと先発QBの座を争ったが控えQBとなった。ワシントン・レッドスキンズ戦で負傷したオートンのリリーフをしたがパス13本中3本成功、13ヤード獲得、1インターセプトの成績に終わった。11月22日のサンディエゴ・チャージャーズ戦で先発出場したが第2Qにはオートンと交代させられ、パス4本中2本成功、10ヤードの獲得に終わった。
シーズンオフ、ブロンコスにはブレイディ・クインが加入し2010年3月15日にチームから解雇された。4月、テネシー・タイタンズと1年契約を結んだが、7月1日ニューヨークで飲酒運転及びマリファナの所持で逮捕され開幕前の9月4日ロースターからカットされた。その後ヴィンス・ヤングが故障者リスト入りしたため、11月22日にタイタンズからラスティ・スミスの控えQBとして呼び戻された。